# Agelena
Agelena és un gènere d'aranyes araneomorfes de la família dels agelènids (Agelenidae)), que teixeixen teranyines d'una gran superfície, en forma d'embut, en el fons del qual aguaita l'aranya a l'espera d'atrapar a les seves preses. El gènere està limitat al Vell Món, apareixent des d'Àfrica, Europa i Àsia.

## Taxonomia
Quatre espècies van ser transferides al gènere Allagelena en 2006.
- Agelena agelenoides (Walckenaer, 1842) (Mediterrani occidental)
- Agelena annulipedella Strand, 1913 (Àfrica central)
- Agelena atlantea Fage, 1938 (el Marroc)
- Agelena australis Simon, 1896 (Sud d'Àfrica)
- Agelena babai Tanikawa, 2005 (Japó)
- Agelena barunae Tikader, 1970 (Índia)
- Agelena bifida Wang, 1997 (Xina)
- Agelena borbonica Vinson, 1863 (Reunió)
- Agelena canariensis Lucas, 1838 (Illes Canàries, el Marroc, Algèria)
- Agelena chayu Zhang, Zhu & Song, 2005 (Xina)
- Agelena choi Paik, 1965 (Corea)
- Agelena consociata Denis, 1965 (Gabon)
- Agelena cuspidata Zhang, Zhu & Song, 2005 (Xina)
- Agelena cymbiforma Wang, 1991 (Xina)
- Agelena donggukensis Kim, 1996 (Corea, Japó)
- Agelena doris Hogg, 1922 (Vietnam)
- Agelena dubiosa Strand, 1908 (Etiòpia, Ruanda)
- Agelena fagei Caporiacco, 1949 (Kenya)
- Agelena funerea Simon, 1909 (Est d'Àfrica)
- Agelena gaerdesi Roewer, 1955 (Namíbia)
- Agelena gautami Tikader, 1962 (Índia)
- Agelena gomerensis Wunderlich, 1992 (Illes Canàries)
- Agelena gonzalezi Schmidt, 1980 (Illes Canàries)
- Agelena hirsutissima Caporiacco, 1940 (Etiòpia)
- Agelena howelli Benoit, 1978 (Tanzània)
- Agelena incertissima Caporiacco, 1939 (Etiòpia)
- Agelena inda Simon, 1897 (Índia)
- Agelena injuria Fox, 1936 (Xina)
- Agelena jaundea Roewer, 1955 (Camerun)
- Agelena jirisanensis Paik, 1965 (Corea)
- Agelena jumbo Strand, 1913 (Àfrica central)
- Agelena jumbo kiwuensis Strand, 1913 (est d'Àfrica)
- Agelena keniana Roewer, 1955 (Kenya)
- Agelena kiboschensis Lessert, 1915 (est d'Àfrica i central)
- Agelena koreana Paik, 1965 (Corea)
- Agelena labyrinthica (Clerck, 1757) (Paleàrtic)
- Agelena lawrencei Roewer, 1955 (Zimbabwe)
- Agelena limbata Thorell, 1897 (Xina, Corea, Myanmar, Japó)
- Agelena lingua Strand, 1913 (Àfrica central)
- Agelena littoricola Strand, 1913 (Àfrica central)
- Agelena longimamillata Roewer, 1955 (Moçambic)
- Agelena longipes Carpenter, 1900 (Anglaterra (introduïda))
- Agelena lukla Nishikawa, 1980 (Nepal)
- Agelena maracandensis (Charitonov, 1946) (Àsia central)
- Agelena mengeella Strand, 1942 (Alemanya)
- Agelena mengei Lebert, 1877 (Suïssa)
- Agelena micropunctulata Wang, 1992 (Xina)
- Agelena moschiensis Roewer, 1955 (Tanzània)
- Agelena mossambica Roewer, 1955 (Moçambic)
- Agelena nairobii Caporiacco, 1949 (est d'Àfrica)
- Agelena nigra Caporiacco, 1940 (Etiòpia)
- Agelena nyassana Roewer, 1955 (Malawi)
- Agelena oaklandensis Barman, 1979 (Índia)
- Agelena orientalis C. L. Koch, 1837 (Itàlia, Iran)
- Agelena otiforma Wang, 1991 (Xina)
- Agelena poliosata Wang, 1991 (Xina)
- Agelena republicana Darchen, 1967 (Gabon)
- Agelena sangzhiensis Wang, 1991 (Xina)
- Agelena satmila Tikader, 1970 (Índia)
- Agelena scopulata Wang, 1991 (Xina)
- Agelena secsuensis Lendl, 1898 (Xina)
- Agelena sherpa Nishikawa, 1980 (Nepal)
- Agelena shillongensis Tikader, 1969 (Índia)
- Agelena silvatica Oliger, 1983 (Rússia, Xina, Japó)
- Agelena suboculata Simon, 1910 (Namíbia)
- Agelena tadzhika Andreeva, 1976 (Rússia, Àsia central)
- Agelena tenerifensis Wunderlich, 1992 (Illes Canàries)
- Agelena tenuella Roewer, 1955 (Camerun)
- Agelena tenuis Hogg, 1922 (Vietnam)
- Agelena teteana Roewer, 1955 (Moçambic)
- Agelena tungchis Lee, 1998 (Taiwan)
- Agelena zorica Strand, 1913 (est d'Àfrica i central)
- Agelena zuluana Roewer, 1955 (Sud-àfrica)